# Права на човека в Северна Корея
Степента на зачитане (и спазване) на човешките права в Северна Корея е трудна за определяне и анализиране поради затворения характер на страната.
Обект е на широка критика от международни правозащитни организации, някои от които я оценяват като най-лошата в света. Севернокорейското правителство твърди, че човешките права в страната не се нарушават; че свидетелствата на избягали от страната жители са лъжи, обвинявайки ги в проамериканска пропаганда.

## Свобода на словото
Според конституцията на страната всеки гражданин има правото на свобода на словото, но на практика това право отсъства. Медиите са строго контролирани от правителството, а Северна Корея е на предпоследно място за 2008 г. по свобода на словото. Телевизорите и радиоприемниците се настройват от правителствени служби по такъв начин, че да не могат да приемат чужди програми, въпреки че има начини тази настройка да бъде отменена. Правителството изрично забранява слушането на радиопредавания или гледане на телевизия, излъчвани от Южна Корея, както и обличането на дрехи в южнокорейски стил. Наказанието за тези „престъпления“ е най-често глоба в различен размер. Въпреки това много севернокорейци слушат и гледат радио и телевизионни предавания от Юга.
Критикуването на режима се счита за най-тежкото престъпление и подлежи на задължителен арест. Най-често се наказва с депортиране в трудов лагер.

## Свобода на вероизповеданията
Според конституцията всеки гражданин на страната може свободно да избира вероизповеданието си, но в повечето случаи изповядването на религии е ограничено. Западът (и най-вече САЩ) обвинява правителството в пълна забрана на религиозната дейност и преследвания на християни, както и спонсориране на различни групи, за да се създаде илюзия за религиозна свобода. През 1992 г. са направени поправки в конституцията, които легализират организираната религиозна активност и позволяват строежа на храмове, но при условие, че „религията не служи като проводник за западно влияние и не застрашава обществената сигурност“. Преди тези поправки е била насърчавана анти-религиозната пропаганда.

## Права на хора с увреждания
Според избягал в Китай севернокорейски лекар, децата, родени с увреждания, се умъртвяват малко след раждане, ако бъде установен някакъв недъг. Инвалидите се изпращат в „специални лагери“, чието предназначение е неясно. Хората с аутизъм също се изпращат там.

## Права на хомосексуалисти
Според избягали от страната си севернокорейци хомосексуализмът не се обсъжда от хората, а много от тях дори не знаят какво е това.

## Трудови лагери
Северна Корея е една от страните, в които трудовите лагери все още са основно средство за наказание на престъпници и политически врагове. Според множество западни неправителствени организации условията на живот там са изключително лоши и затворниците са жертва на системни нарушения на човешките права. Няма точни данни за това колко са лагеристите, но вероятно броят им достига до 200 000 души. Бивши лагеристи разказват за редовни побои, измъчвания и принудителен труд от страна на пазачите. Някои от тях са били подложени на гладуване, а други затваряни в изключително малки килии за срок от 15 дни. Жените са принуждавани да направят аборт насила, в случай че забременеят. Някои от успелите да избягат от лагерите, разказват за медицински опити с химикали и биологични вещества върху затворниците, както и наличие на газови камери за изтезания и тестване на химически оръжия. Според антисевернокорейския уебсайт One Free Korea и бившия надзирател Ри Юн Кук, 20 — 25% от затворниците в лагерите умират. Някои от лагерите са специализирани само за битови престъпници, а други – единствено за „врагове на народа“, като например лагерът Йодок (официално „Център за превъзпитание номер 15“). В лагерите има различни видове производствени предприятия.

## Екзекуции
В Северна Корея смъртното наказание е в сила. Макар броят на екзекуциите да е намалял, остава сравнително висок. Смъртна присъда се дава за проституция, тероризъм, трафик на наркотици, престъпления срещу държавата и народа и за убийство. Публичните екзекуции са чести. Екзекуцията се осъществява чрез разстрел.